# Kanton Ormesson-sur-Marne
Kanton Ormesson-sur-Marne (fr. Canton d'Ormesson-sur-Marne) je francouzský kanton v departementu Val-de-Marne v regionu Île-de-France. Tvoří ho tři obce.

## Obce kantonu
- La Queue-en-Brie
- Noiseau
- Ormesson-sur-Marne